# Jill Sayre
Jill Sayre (* 6. Januar 1976 in Los Angeles, Kalifornien) ist eine US-amerikanische Schauspielerin, Regisseurin, Filmproduzentin, Drehbuchautorin und Kamerafrau.

## Leben
Sayre besuchte die British American Drama Academy in Oxford, England. Als Schauspielerin spielte sie einige wenige Rollen in Filmen und Fernsehserien, so etwa in den Filmen Hercules und das Amazonenheer (1994), Anwaltsgeflüster – Ein Unrecht kommt selten allein (1998) und dem Kurzfilm The Shy and the Naked (1998) sowie den Fernsehserien Star Trek: Deep Space Nine (1994) und Tarzan – Die Rückkehr (1997).
2005 veröffentlichte die Regisseurin ihre Kurzdokumentation Gandhi and Lipgloss. 2008 erschien ihr Kurzfilm Deer Creek Road an welchem sie sich auch als Drehbuchautorin beteiligte sowie Kamerafrau und Filmeditorin war.

## Filmografie
als Schauspielerin
- 1994: Hercules und das Amazonenheer (Hercules and the Amazon Women, Fernsehfilm)
- 1994: Star Trek: Deep Space Nine (Fernsehserie, Folge Der Ausgesetzte)
- 1997: Tarzan – Die Rückkehr (Tarzan: The Epic Adventures, Fernsehserie, eine Folge)
- 1998: Ein einfacher Plan (A Simple Plan)
- 1998: Anwaltsgeflüster – Ein Unrecht kommt selten allein (Legalese, Fernsehfilm)
- 1998: The Shy and the Naked (Kurzfilm)
- 2002: Spider-Man
- 2004: Spider-Man 2
- 2008: Ananas Express (Pineapple Express, Stimme)
- 2008: Nick und Norah – Soundtrack einer Nacht (Nick and Norah’s Infinite Playlist, Stimme)
- 2008: The Express

als Regisseurin und Kamerafrau
- 2005: Gandhi and Lipgloss (Kurzdokumentation)
- 2008: Deer Creek Road (Kurzfilm)

als Filmproduzentin
- 2005: Gandhi and Lipgloss (Kurzdokumentation)

als Drehbuchautorin
- 2008: Deer Creek Road (Kurzfilm)